# Анђели Стационе (Анкона)
Анђели Стационе је насеље у Италији у округу Анкона, региону Марке.
Према процени из 2011. у насељу је живело 527 становника. Насеље се налази на надморској висини од 134 м.